# Ziua Mondială a Apei
Ziua Mondială a Apei se sărbătorește anual în data de 22 martie.
Decizia instituirii acestei sărbători a fost luată în cadrul Conferinței Națiunilor Unite pentru Mediu și Dezvoltare de la Rio de Janeiro, la 22 decembrie 1992. În România, această zi se sărbătorește din 1993.
Sărbătorirea Zilei Mondiale a Apei are ca scop aducerea în atenția opiniei publice a problemelor legate de necesitatea protejării cantitative și calitative a apelor și de a pune în adevărata lumină rolul, îndatoririle și responsabilitățile celor cu atribuții în întreținerea, valorificarea și protejarea surselor de apă.

## Tematici anuale
În fiecare an, sărbătorirea se face sub un slogan:
| Anul de zile | Tema în engleză                                                     | Tema în română                                                                   |
| ------------ | ------------------------------------------------------------------- | -------------------------------------------------------------------------------- |
| 2025         | Glacier preservation                                                | Conservarea ghețarilor                                                           |
| 2024         | Water for Prosperity and Peace                                      | Apă pentru Proseperitate și Pace                                                 |
| 2023         | Accelating Change                                                   | Accelerarea schimbării                                                           |
| 2022         | Groundwater, Making the Invisible Visible                           | Apele subterane, făcând vizibil invizibilul                                      |
| 2021         | Valuing water                                                       | Prețuind apa                                                                     |
| 2020         | Water and Climate Change                                            | Apa și Schimbarea Climatului                                                     |
| 2019         | Leaving No One Behind                                               | Nu lăsăm pe nimeni în urmă                                                       |
| 2018         | Nature for Water                                                    | Soluții naturale pentru apă                                                      |
| 2017         | Why wastewater?                                                     | De ce apa uzată?                                                                 |
| 2016         | Water and Jobs                                                      | Apă și locuri de muncă                                                           |
| 2015         | Water and Sustainable Development                                   | Apa și dezvoltarea durabilă                                                      |
| 2014         | Water and Energy                                                    | Apa și energia                                                                   |
| 2013         | Water Cooperation                                                   | Cooperarea în domeniul apei                                                      |
| 2012         | Water and Food Security: The World is Thirsty Because We are Hungry | Apa și securitatea alimentară: lumea este însetată pentru că noi suntem flămânzi |
| 2011         | Water for cities: responding to the urban challenge                 | Apă pentru orașe: răspunzând provocării urbane                                   |
| 2010         | Clean water for a healthy world                                     | Apă curată pentru o lume sănătoasă!                                              |
| 2009         | Transboundary waters: sharing water, sharing opportunities          | Ape transfrontaliere: împărțind apa, împărțind oportunitățile                    |
| 2008         | Sanitation                                                          | Sanitație                                                                        |
| 2007         | Coping with water scarcity                                          | Făcând față penuriei de apă                                                      |
| 2006         | Water and Culture and Emerging Challenges in UNESCAP Region         | Apa, Cultura și Provocările Emergentice în Regiunea UNESCAP                      |

## Statistici
- în 2006, 1.1 miliarde de persoane au fost lipsite de apă potabilă
- în 2006, 2.6 miliarde de persoane nu aveau acces la serviciile de salubritate de bază
- până în 2006, mai multe persoane au murit din cauza inundațiilor și secetelor decât în urma altor calamități naturale.

## Vezi și
- Ziua Oceanului Planetar
- Ziua Mondială a Mediului

## Legături externe
- World Water Day Arhivat în 15 mai 2015, la Wayback Machine. – Site oficial Ziua Mondială a Apei
- Apa ONU